# Earl Bamber
Earl Anderson Bamber (Whanganui, 9 luglio 1990) è un pilota automobilistico neozelandese, due volte vincitore della 24 Ore di Le Mans con la Porsche, nel 2015 e 2017. Sempre con la casa tedesca ha vinto Campionato del mondo endurance nel 2017 e il campionato IMSA classe GT Le Mans nel 2019.

## Carriera

### Inizi in monoposto

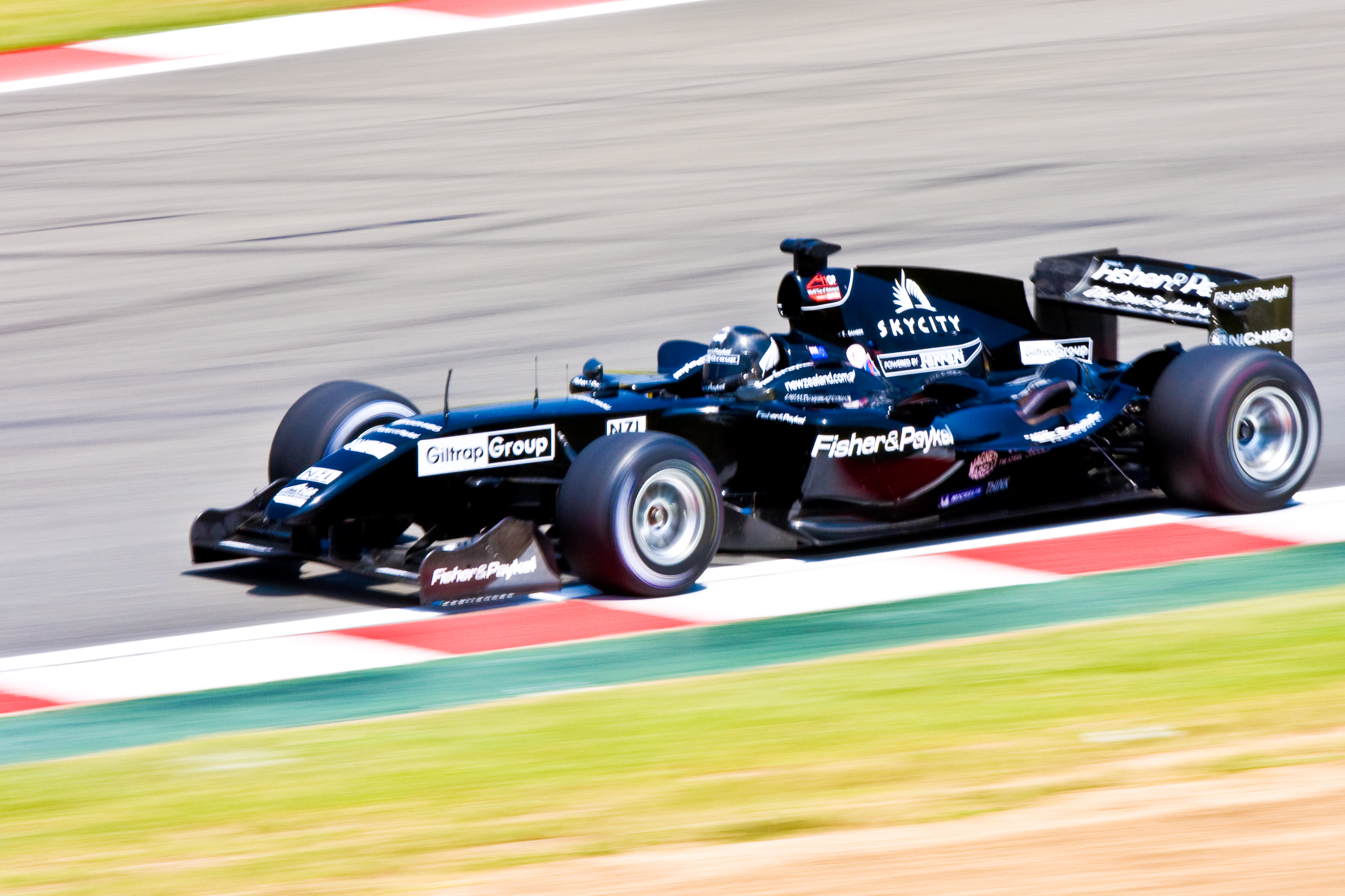
Bamber durante la A1 Grand Prix nel 2008

A 15 anni Bamber passa al campionato neozelandese di Formula Ford. Nel 2006 passa al Formula BMW Asia dove vince il titolo. L'anno successivo corre nella Formula Renault V6 e nella Toyota Racing Series. Nel 2008 ha vinto due trofei di vice-campionato: in Formula Renault V6 Asia e Toyota Racing Series New Zealand.
Nel 2009 partecipa ad alcuni round della A1 Grand Prix per il team della Nuova Zelanda, ottenendo tre podi. Lo stesso anno partecipa a tre round della GP2 Asia, conquistando un secondo posto a Shanghai dietro all'italiano Davide Valsecchi. L'anno seguente finisce ancora secondo nella Toyota Racing Series dietro a Mitch Evans.

### Porsche Carrera Cup
Nel 2013, Bamber ha fatto la sua prima apparizione nella serie monomarca, la Porsche Carrera Cup Asia con il team malese Nexus Racing. Si dimostra subito competitivo vincendo il campionato, mentre con il team Grove Racing vince la 12 Ore di Bathurst (Classe B). L'anno successivo continua nella Porsche Carrera Cup Asia ma passa al team LKM Corse abissando il successo precedente. Nello stesso anno compete anche nella Porsche Supercup, ottiene due vittorie, la prima sul Circuito di Catalogna e la seconda sul Circuito di Spa-Francorchamps, grazie ad altri cinque podi Bamber vince il campionato diventando il primo neozelandese a vincere il titolo e il primo Rookie a farlo.

### Endurance

#### 2015: Prima vittoria a Le Mans

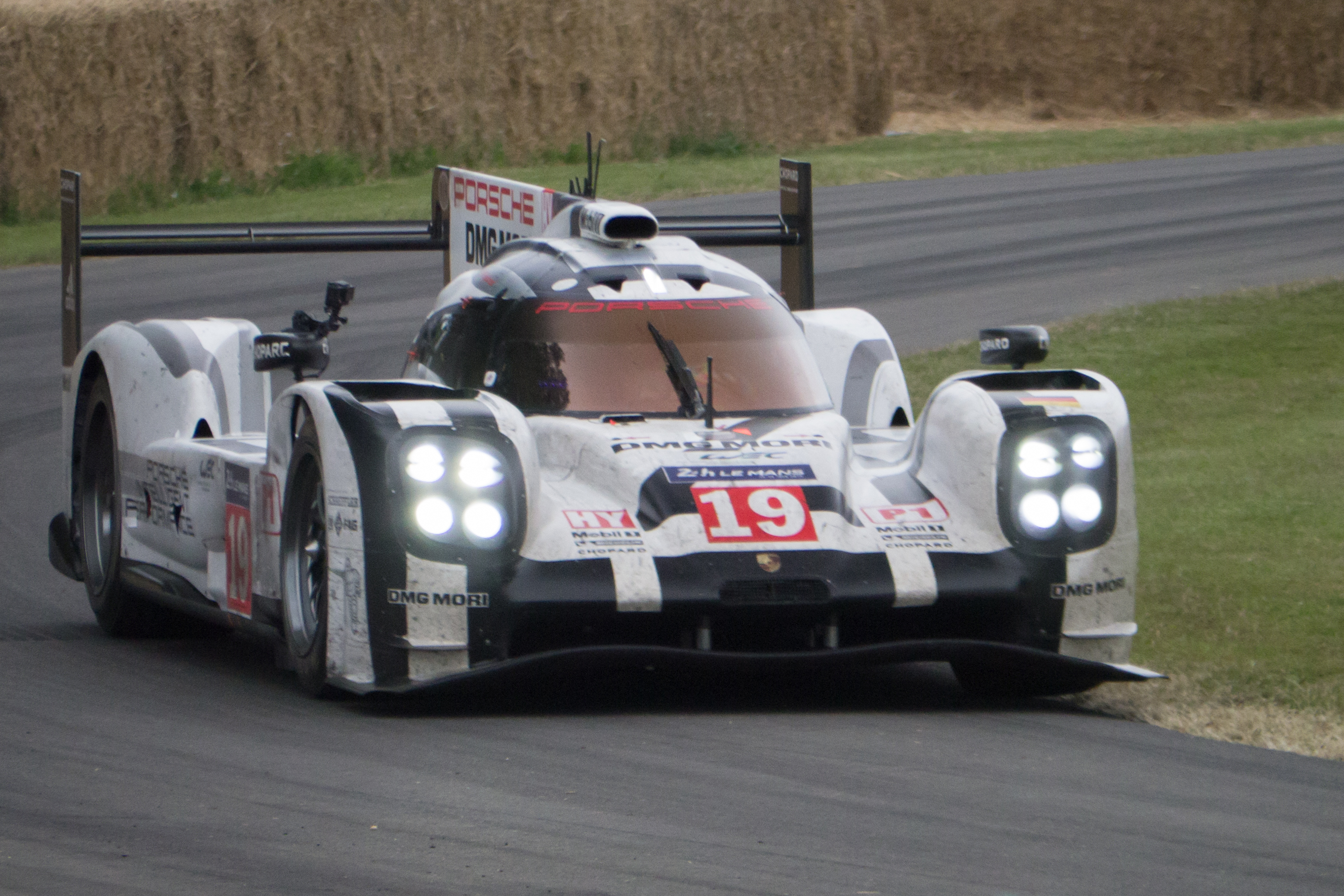
Porsche 919 Hybrid guidata da Bamber, Hülkenberg e Tandy con cui hanno vinto la 24 Ore di Le Mans

Nel 2015 Bamber diventa pilota ufficiale della Porsche. In gennaio, insieme a Jörg Bergmeister e Frédéric Makowiecki, porta la Porsche 911 RSR al settimo posto della 24 Ore di Daytona. Alla guida della Porsche 919 Hybrid partecipa a due round del Campionato del mondo endurance (classe LMP1) insieme a Nick Tandy e al pilota di Formula 1 Nico Hülkenberg. L'equipaggio chiude sesto nella 6 Ore di Spa-Francorchamps e vince a sorpresa la 24 Ore di Le Mans davanti alla seconda Porsche guidata da Mark Webber, Brendon Hartley e Timo Bernhard.
Bamber dopo la Le Mans corre ancora in GT, partecipa alla 6 Ore del Nürburgring e altre due gare valide per il WEC, ed esordisce nella Coppa del Mondo FIA GT a Macao.

#### 2016: Prima vittoria nel IMSA (GT)
Nel 2016 Bamber sempre alla guida della Porsche 911 RSR corre nella classe GTLM del campionato IMSA. Insieme al francese Frédéric Makowiecki chiudono terzi nella 24 Ore di Daytona, ottengono altri quattro podi durante la stagione inclusa la vittoria sul Circuito delle Americhe. Il duo chiude quarto nella classifica di classe. Sempre con la Porsche vince la 12 Ore di Bathurst (Classe B) insieme a Scott McLaughlin e Stephen Grove.

#### 2017: Titolo nel WEC e la seconda Le Mans

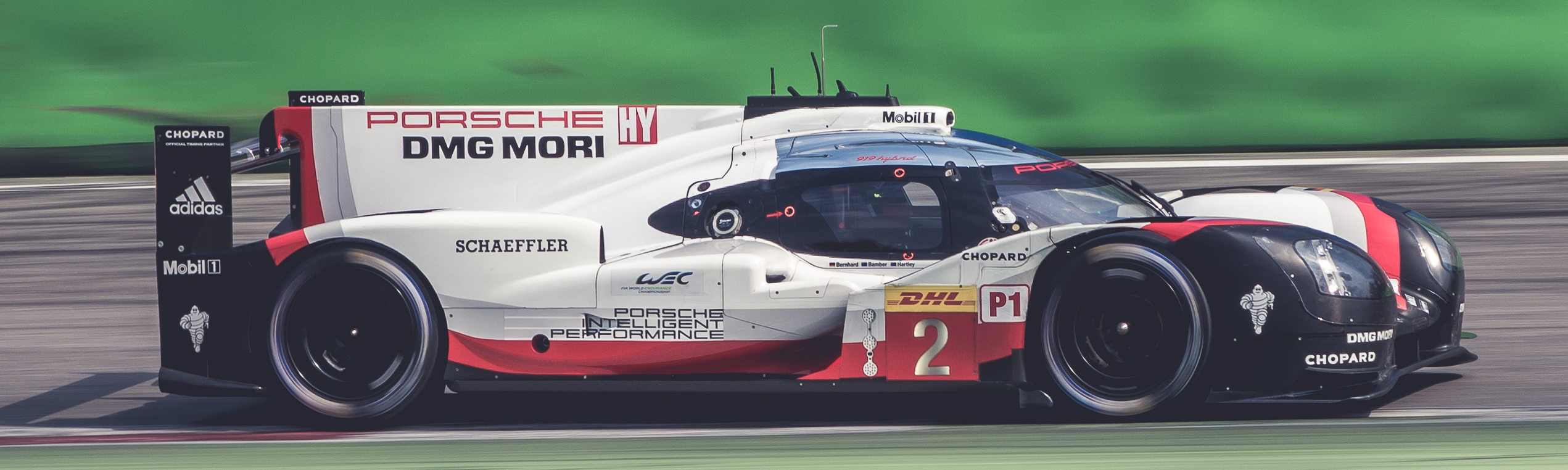
Bamber alla guida della Porsche 919 Hybrid durante la 24 Ore di Le Mans 2017

Nel 2017 compete a tempo pieno nel Campionato del mondo endurance, Bamber viene scelto dalla Porsche insieme a Brendon Hartley e Timo Bernhard per la guida della Porsche 919 Hybrid nella classe LMP1. L'equipaggio dopo due secondi posti vince la 24 Ore di Le Mans, la seconda per Bamber. Nel resto della stagione conquistano altre tre vittorie e altri due podi. Grazie a questi risultati il team si laurea campione con un turno d'anticipo davanti alla Toyota Gazoo Racing guidata da Sébastien Buemi, Kazuki Nakajima e Anthony Davidson.

#### 2018-2020: Campione GT nel IMSA
Nel 2018 torna a correre a tempo pieno nel campionato IMSA guidando la Porsche 911 RSR nella classe GTLM, insieme a Laurens Vanthoor chiude quinto in classifica piloti. Nel 2019 continua a correre nel campionato IMSA in coppia con il belga Laurens Vanthoor. I due vincono tre gare e si laureano campioni. Nel novembre dello stesso anno chiude terzo nella Coppa del Mondo FIA GT a Macao dietro a Raffaele Marciello e al compagno Vanthoor. Il 2020 è il suo ultimo anno in GT, insieme a Vanthoor conquista una sola vittoria sul Circuito di Laguna Seca.

#### 2021-presente: Passaggio alla Cadillac
Per la Petit Le Mans del 2021 sostituisce Kevin Magnussen nel team Chip Ganassi Racing, Bamber decide così di lasciare la Porsche per la Cadillac tronando a correre nella classe DPi. Nel 2022 viene confermato per l'intera stagione del Campionato IMSA insieme al britannico, Alex Lynn guidando la Cadillac DPi-V.R. Chiudono sesti nella 24 Ore di Daytona con il supporto di Kevin Magnussen e Marcus Ericsson e vincono la 12 Ore di Sebring insieme a Neel Jani. Nel resto della stagione ottiene altre tre podi e chiude al quarto posto in classifica insieme a Alex Lynn.
Nel luglio del 2022 Bamber è il primo pilota a testare la nuova Cadillac V-Series.R, il nuovo prototipo LMDh del marchio statunitense. Nel settembre viene scelto per correre nel Mondiale Endurance e la 24 Ore di Daytona con Chip Ganassi Racing, dividerà la V-Series.R con Alex Lynn e Richard Westbrook.
Nel 2023 prende parte alla 24 Ore del Nürburgring, dove con la Ferrari 296 GT3 ottiene la vittoria assoluta.
Bamber viene confermato anche per la stagione 2025 tra i piloti della Cadillac, guidando per il team Jota.

## Risultati

### Risultati nella IMSA
| Anno    | Team                         | Classe  | Auto                         | 1      | 2      | 3     | 4     | 5      | 6     | 7     | 8     | 9      | 10    | 11    | 12    | Punti | Pos. |
| ------- | ---------------------------- | ------- | ---------------------------- | ------ | ------ | ----- | ----- | ------ | ----- | ----- | ----- | ------ | ----- | ----- | ----- | ----- | ---- |
| 2014    | Mühlner Motorsports America  | GTD     | Porsche 911 GT America       | DAY 27 | SEB 20 | LBH   | LGA   | DET    | WGL   | MOS   | IMS   | ELK    | VIR   | COA   |       | 27    | 79°  |
| 2014    | Porsche North America        | GTLM    | Porsche 911 RSR              |        |        |       |       |        |       |       |       |        |       |       | PET 2 | 33    | 29°  |
| 2015    | Porsche North America        | GTLM    | Porsche 911 RSR              | DAY 7  | SEB 7  | LBH   | LGA   | WGL 2  | MOS 7 | LIM   | ELK 2 | VIR 2  | COA 5 | PET 8 |       | 225   | 10°  |
| 2016    | Porsche North America        | GTLM    | Porsche 911 RSR              | DAY 3  | SEB 3  | LBH 7 | LGA 3 | WGL 10 | MOS 6 | LIM 8 | ELK 4 | VIR 3  | COA 1 | PET 5 |       | 313   | 4°   |
| 2017    | Porsche GT Team              | GTLM    | Porsche 911 RSR              | DAY    | SEB    | LBH   | COA   | WGL    | MOS   | LIM   | ELK   | VIR    | LGA   | PET 5 |       | 26    | 24°  |
| 2018    | Porsche GT Team              | GTLM    | Porsche 911 RSR              | DAY 6  | SEB 3  | LBH 7 | MDO 1 | WGL 4  | MOS 6 | LIM 3 | ELK 4 | VIR 5  | LGA 2 | PET 6 |       | 308   | 5°   |
| 2019    | Porsche GT Team              | GTLM    | Porsche 911 RSR              | DAY 3  | SEB 5  | LBH 1 | MDO 1 | WGL 6  | MOS 1 | LIM 2 | ELK 3 | VIR 2  | LGA 7 | PET 5 |       | 330   | 1°   |
| 2020    | Porsche GT Team              | GTLM    | Porsche 911 RSR-19           | DAY 2  | DAY 2  | SEB 3 | ELK 5 | VIR 5  | ATL 6 | MDO   | CLT 6 | PET 5  | LGA 1 | SEB 2 |       | 289   | 6°   |
| 2021    | Team Hardpoint EBM           | GTD     | Porsche 911 GT3 R            | DAY 10 | SEB 10 | MDO   | DET   | WGL    | WGL   | LIM   | ELK   | LGA    | LBH   | VIR   |       | 462   | 41°  |
| 2021    | Cadillac Chip Ganassi Racing | DPi     | Cadillac DPi-V.R             |        |        |       |       |        |       |       |       |        |       |       | PET 5 | 284   | 20°  |
| 2022    | Cadillac Racing              | DPi     | Cadillac DPi-V.R             | DAY 6  | SEB 1  | LBH 2 | LGA 5 | MDO 4  | DET 3 | WGL 4 | MOS 4 | ROA 2  | PET 5 |       |       | 3191  | 4º   |
| 2023    | Cadillac Racing              | GTP     | Cadillac V-LMDh              | DAY 4  | SEB    | LBH   | LGA   | WGL    | MOS   | ROA   | IMS   | PET    |       |       |       | 306   | 21°  |
| 2024    | Corvette Racing              | GTD Pro | Chevrolet Corvette Z06 GT3.R | DAY 8  | SEB 11 | LBH   | LGA   | DET    | WGL   | ELK   | IMS   | PET 12 |       |       |       | 695   | 25°  |
| 2025    | Cadillac Whelen              | GTP     | Cadillac V-Series.R          | DAY 9  | SEB 4  | LBH   | LGA   | DET    | WGL   | ELK   | IMS   | PET    |       |       |       | 546*  |      |
| Legenda |                              |         |                              |        |        |       |       |        |       |       |       |        |       |       |       |       |      |

*Stagione in corso.

### Risultati nel WEC
| Anno    | Squadra                 | Classe   | Vettura            | SIL | SPA | LMS | NÜR | COA | FUJ | SHA | BHR |     | Punti | Pos. |
| ------- | ----------------------- | -------- | ------------------ | --- | --- | --- | --- | --- | --- | --- | --- | --- | ----- | ---- |
| 2015    | Porsche Team            | LMP1     | Porsche 919 Hybrid |     | 6   | 1   |     |     |     |     |     |     | 58    | 9°   |
| 2015    | Abu Dhabi-Proton Racing | LMGTE Am | Porsche 911 RSR    |     |     |     | 6   | 2   | 5   |     |     |     | 36    | 13°  |
| Anno    | Squadra                 | Classe   | Vettura            | SIL | SPA | LMS | NÜR | MEX | COA | FUJ | SHA | BHR | Punti | Pos. |
| 2017    | Porsche Team            | LMP1     | Porsche 919 Hybrid | 2   | 3   | 1   | 1   | 1   | 1   | 4   | 2   | 2   | 208   | 1º   |
| Anno    | Squadra                 | Classe   | Vettura            | SEB | ALG | SPA | LMS | MON | FUJ | BHR |     |     | Punti | Pos. |
| 2023    | Cadillac Racing         | Hypercar | Cadillac V-LMDh    | 4   | 4   | 5   | 3   | 10  | 10  | 11  |     |     | 72    | 5°   |
| Anno    | Squadra                 | Classe   | Vettura            | QAT | IMO | SPA | LMS | SÃO | COA | FUJ | BHR |     | Punti | Pos. |
| 2024    | Cadillac Racing         | Hypercar | Cadillac V-LMDh    | SQ  | 10  | Rit | 7   | 13  | 4   | Rit | 6   |     | 38    | 15°  |
| Anno    | Squadra                 | Classe   | Vettura            | QAT | IMO | SPA | LMS | SÃO | COA | FUJ | BHR |     | Punti | Pos. |
| 2025    | Cadillac Racing         | Hypercar | Cadillac V-LMDh    | 16  | 16  | 6   | 7   | 2   |     |     |     |     | 38*   |      |
| Legenda |                         |          |                    |     |     |     |     |     |     |     |     |     |       |      |

* Stagione in corso.

### Risultati 12 ore di Bathurst
| Anno | Team                | Co-Piloti                      | Auto                | Classe    | Giri | Pos. | Classe Pos. |
| ---- | ------------------- | ------------------------------ | ------------------- | --------- | ---- | ---- | ----------- |
| 2014 | Grove Group         | Stephen Grove Ben Barker       | Porsche 911 GT3 Cup | Class B   | 286  | 8°   | 1°          |
| 2016 | Grove Hire          | Stephen Grove Scott McLaughlin | Porsche 911 GT3 Cup | Class B   | 285  | 12°  | 1°          |
| 2017 | Walkinshaw GT3      | Kévin Estre Laurens Vanthoor   | Porsche 911 GT3 R   | Class APP | 44   | DNF  | DNF         |
| 2018 | Craft-Bamboo Racing | Kévin Estre Laurens Vanthoor   | Porsche 911 GT3 R   | Class APP | 271  | 5°   | 3°          |

### Risultati 24 ore di Le Mans
| Anno | Team                     | Co-Piloti                            | Auto               | Classe   | Giri | Pos. | Classe Pos. |
| ---- | ------------------------ | ------------------------------------ | ------------------ | -------- | ---- | ---- | ----------- |
| 2015 | Porsche Team             | Nico Hülkenberg Nick Tandy           | Porsche 919 Hybrid | LMP1     | 395  | 1°   | 1°          |
| 2016 | Porsche Motorsport       | Jörg Bergmeister Frédéric Makowiecki | Porsche 911 RSR    | GTE Pro  | 140  | DNF  | DNF         |
| 2017 | Porsche Team             | Timo Bernhard Brendon Hartley        | Porsche 919 Hybrid | LMP1     | 367  | 1°   | 1°          |
| 2018 | Porsche GT Team          | Patrick Pilet Nick Tandy             | Porsche 911 RSR    | GTE Pro  | 334  | 27°  | 10°         |
| 2019 | Porsche GT Team          | Patrick Pilet Nick Tandy             | Porsche 911 RSR    | GTE Pro  | 342  | 22°  | 3°          |
| 2021 | WeatherTech Racing       | Laurens Vanthoor Cooper MacNeil      | Porsche 911 RSR-19 | GTE Pro  | 139  | DNF  | DNF         |
| 2023 | Cadillac Racing          | Alex Lynn Richard Westbrook          | Cadillac V-LMDh    | Hypercar | 340  | 3°   | 3°          |
| 2024 | Cadillac Racing          | Alex Lynn Álex Palou                 | Cadillac V-LMDh    | Hypercar | 311  | 7°   | 7°          |
| 2025 | Cadillac Hertz Team Jota | Sébastien Bourdais Jenson Button     | Cadillac V-LMDh    | Hypercar | 386  | 7°   | 7°          |

### Risultati 24 ore del Nürburgring
| Anno | Team                   | Co-Piloti                                           | Auto              | Classe  | Giri | Pos. | Classe Pos. |
| ---- | ---------------------- | --------------------------------------------------- | ----------------- | ------- | ---- | ---- | ----------- |
| 2016 | Manthey Racing         | Nick Tandy Kévin Estre Patrick Pilet                | Porsche 911 GT3 R | SP9     | 1    | DNF  | DNF         |
| 2018 | Manthey Racing         | Romain Dumas Kévin Estre Laurens Vanthoor           | Porsche 911 GT3 R | SP9     | 66   | DNF  | DNF         |
| 2019 | Manthey Racing         | Michael Christensen Kévin Estre Laurens Vanthoor    | Porsche 911 GT3 R | SP9 Pro | 156  | DSQ  | DSQ         |
| 2020 | KCMG                   | Jörg Bergmeister Timo Bernhard Dennis Olsen         | Porsche 911 GT3 R | SP9 Pro | 83   | 13°  | 13°         |
| 2021 | Frikadelli Racing Team | Matt Campbell Mathieu Jaminet Nick Tandy            | Porsche 911 GT3 R | SP9 Pro | 26   | DNF  | DNF         |
| 2022 | KCMG                   | Dennis Olsen Nick Tandy                             | Porsche 911 GT3 R | SP9 Pro | 149  | DNF  | DNF         |
| 2023 | Frikadelli Racing Team | Nicky Catsburg Felipe Fernández Laser David Pittard | Ferrari 296 GT3   | SP9 Pro | 162  | 1°   | 1°          |

## Palmarès
- 2  24 Ore di Le Mans: 2015, 2017
- 1  12 Ore di Sebring: 2022
- 1  24 Ore del Nürburgring: 2023
- 1  24 Ore di Spa: 2019
- 1  Campionato del mondo endurance: 2017
- 1  Campionato IMSA (Classe GTLM): 2019
- 2 12 Ore di Bathurst (Classe B): 2014, 2016
- 1  Porsche Supercup: 2014
- 2  Porsche Carrera Cup Asia: 2013, 2014
- 1  Formula BMW Asia: 2006